# Chetostoma mundum
Chetostoma mundum är en tvåvingeart som först beskrevs av Ito 1953.  Chetostoma mundum ingår i släktet Chetostoma och familjen borrflugor. Inga underarter finns listade i Catalogue of Life.